# Oxyopes lineatifemur
Oxyopes lineatifemur là một loài nhện trong họ Oxyopidae.
Loài này thuộc chi Oxyopes. Oxyopes lineatifemur được Embrik Strand miêu tả năm 1906.